# Oribatida
Oribatida zijn  een onderorde van mijten binnen de orde Sarcoptiformes. BIj de onderorde zijn circa 9.500 soorten ingedeeld. Het zijn overwegend planteneters die zich voeden met bladeren, mos of korstmos; meestal in de strooisellaag van de bodem, zelden op waterplanten. Het zijn geen parasieten.

## Taxonomie
De volgende taxa zijn bij de onderorde ingedeeld:
- Infraorde Palaeosomata Grandjean, 1969
  - Superfamilie Acaronychoidea Grandjean, 1932
    - Familie Acaronychidae Grandjean, 1932 (1+5 geslacht, 3+20 soorten)
      - = Archeonothridae Grandjean, 1954

  - Superfamilie Palaeacaroidea Grandjean, 1932
    - Familie Palaeacaridae Grandjean, 1932 (2 geslachten, 6 soorten)

  - Superfamilie Ctenacaroidea Grandjean, 1954
    - Familie Adelphacaridae Grandjean, 1954 (1 geslacht, 1 soort)
    - Familie Aphelacaridae Grandjean, 1954 (3 geslachten, 4 soorten)
    - Familie Ctenacaridae Grandjean, 1954 (5 geslachten, 6 soorten)
- Infraorde Enarthronota Grandjean, 1969
  - Superfamilie Brachychthonioidea Thor, 1934
    - Familie Brachychthoniidae Thor, 1934 (11 geslachten, 169 soorten)

  - Superfamilie Atopochthonioidea Grandjean, 1949
    - Familie Atopochthoniidae Grandjean, 1949 (1 geslacht, 2 soorten)
    - Familie Phyllochthoniidae Travé, 1967 (1 geslacht, 3 soorten)
    - Familie Pterochthoniidae Grandjean, 1950 (1 geslacht, 1 soort)

  - Superfamilie Hypochthonioidea Berlese, 1910
    - Familie Eniochthoniidae Grandjean, 1947 (1 geslacht, 7 soorten)
    - Familie Hypochthoniidae Berlese, 1910 (5 geslachten, 25 soorten)
    - Familie Lohmanniidae Berlese, 1916 (25 geslachten, 205 soorten)
    - Familie Mesoplophoridae Ewing, 1917 (3 geslachten, 40 soorten)

  - Superfamilie Protoplophoroidea Ewing, 1917
    - Familie Cosmochthoniidae Grandjean, 1947 (4 geslachten, 48 soorten)
    - Familie Haplochthoniidae van der Hammen, 1959 (3 geslachten, 15 soorten)
    - Familie Pediculochelidae Lavoipierre, 1946 (1 geslacht, 7 soorten)
    - Familie Protoplophoridae Ewing, 1917 (9 geslachten, 48 soorten)
    - Familie Sphaerochthoniidae Grandjean, 1947 (2 geslachten, 21 soorten)

  - Superfamilie Heterochthonioidea Grandjean, 1954
    - Familie Arborichthoniidae Balogh & Balogh, 1992 (1 geslacht, 1 soort)
    - Familie Heterochthoniidae Grandjean, 1954 (3 geslachten, 6 soorten)
    - Familie Trichthoniidae Lee, 1982 (3 geslachten, 6 soorten)

  - Niet bij een superfamilie ingedeeld:
    - Familie Protochthoniidae Norton, 1988 (1 geslacht, 1 soort)
    - Familie Devonacaridae Norton, 1988 (1 geslacht, 1 soort)
- Infraorde Parhyposomata Grandjean, 1969
  - Superfamilie Parhypochthonioidea Grandjean, 1932
    - Familie Elliptochthoniidae Norton, 1975 (1 geslacht, 9 soorten)
    - Familie Gehypochthoniidae Strenzke, 1963 (1 geslacht, 9 soorten)
    - Familie Parhypochthoniidae Grandjean, 1932 (1 geslacht, 4 soorten)
- Infraorde Mixonomata Grandjean, 1969
  - Superfamilie Nehypochthonioidea Norton & Metz, 1980
    - Familie Nehypochthoniidae Norton & Metz, 1980 (1 geslacht, 2 soorten)

  - Superfamilie Eulohmannioidea Grandjean, 1931
    - Familie Eulohmanniidae Grandjean, 1931 (1 geslacht, 1 soort)

  - Superfamilie Perlohmannioidea Grandjean, 1954
    - Familie Perlohmanniidae Grandjean, 1954 (2 geslachten, 10 soorten)

  - Superfamilie Epilohmannioidea Oudemans, 1923
    - Familie Epilohmanniidae Oudemans, 1923 (3 geslachten, 59 soorten)

  - Superfamilie Collohmannioidea Grandjean, 1958
    - Familie Collohmanniidae Grandjean, 1958 (2 geslachten, 4 soorten)

  - Superfamilie Euphthiracaroidea Jacot, 1930
    - Familie Euphthiracaridae Jacot, 1930 (5 geslachten, 158 soorten)
    - Familie Oribotritiidae Grandjean, 1954 (11 geslachten, 190 soorten)
    - Familie Synichotritiidae Walker, 1965 (4 geslachten, 15 soorten)

  - Superfamilie Phthiracaroidea Perty, 1841
    - Familie Phthiracaridae Perty, 1841 (10 geslachten, 817 soorten)
- Infraorde Desmonomata Woolley, 1973
  - Hyporde Nothrina van der Hammen, 1982
    - Superfamilie Crotonioidea Thorell, 1876
      - Familie Crotoniidae Thorell, 1876 (10 geslachten,164 soorten)
      - Familie Hermanniidae Sellnick, 1928 (4 geslachten, 111 soorten)
      - Familie Malaconothridae Berlese, 1916 (4 geslachten, 157 soorten)
      - Familie Nanhermanniidae Sellnick, 1928 (8 geslachten, 65 soorten)
      - Familie Nothridae Berlese, 1896 (3 geslachten, 93 soorten)
      - Familie Trhypochthoniidae Willmann, 1931 (9 geslachten, 65 soorten)

  - Hyporde Brachypylina Hull, 1918 (= Circumdehiscentiae Grandjean, 1954)
    - Superfamilie Hermannielloidea Grandjean, 1934
      - Familie Hermanniellidae Grandjean, 1934 (10 geslachten, 57 soorten)
      - Familie Plasmobatidae Grandjean, 1961 (3 geslachten, 19 soorten)

    - Superfamilie Neoliodoidea Sellnick, 1928
      - Familie Neoliodidae Sellnick, 1928 (4 geslachten, 55 soorten)

    - Superfamilie Plateremaeoidea Trägårdh, 1926
      - Familie Aleurodamaeidae Paschoal & Johnston, 1984 (1 geslacht, 6 soorten)
      - Familie Gymnodamaeidae Grandjean, 1954 (7 geslachten, 64 soorten)
      - Familie Licnobelbidae Grandjean, 1965 (2 geslachten, 3 soorten)
      - Familie Licnodamaeidae Grandjean, 1954 (3 geslachten, 12 soorten)
      - Familie Lyrifissellidae Paschoal, 1989 (1 geslacht, 1 soort)
      - Familie Pedrocortesellidae Paschoal, 1987 (2 geslachten, 41 soorten)
      - Familie Pheroliodidae Paschoal, 1987 (10 geslachten, 66 soorten)
      - Familie Plateremaeidae Trägårdh, 1926 (9 geslachten, 28 soorten)

    - Superfamilie Damaeoidea Berlese, 1896
      - Familie Damaeidae Berlese, 1896 (27 geslachten, 291 soorten)

    - Superfamilie Cepheoidea Berlese, 1896
      - Familie Anderemaeidae Balogh, 1972 (4 geslachten, 12 soorten)
      - Familie Cepheidae Berlese, 1896 (15 geslachten, 87 soorten)
      - Familie Cerocepheidae Mahunka, 1986 (3 geslachten, 4 soorten)
      - Familie Eutegeidae Balogh, 1965 (10 geslachten, 32 soorten)
      - Familie Microtegeidae Balogh, 1972 (2 geslachten, 31 soorten)
      - Familie Pterobatidae Balogh & Balogh, 1992 (1 geslacht, 1 soort)
      - Familie Nosybeidae Mahunka, 1994 (2 geslachten, 2 soorten)

    - Superfamilie Polypterozetoidea Grandjean, 1959
      - Familie Nodocepheidae Piffl, 1972 (1 geslacht, 7 soorten)
      - Familie Podopterotegaeidae Piffl, 1972 (2 geslachten, 5 soorten)
      - Familie Tumerozetidae Hammer, 1966 (1 geslacht, 5 soorten)
      - Familie Polypterozetidae Grandjean, 1959 (1 geslacht, 1 soort)

    - Superfamilie Microzetoidea Grandjean, 1936
      - Familie Microzetidae Grandjean, 1936 (49 geslachten, 197 soorten)

    - Superfamilie Ameroidea Bulanova-Zachvatkina, 1957
      - Familie Ameridae Bulanova-Zachvatkina, 1957 (7 geslachten, 37 soorten)
      - Familie Amerobelbidae Grandjean, 1961 (7 geslachten, 14 soorten)
      - Familie Basilobelbidae Balogh, 1961 (2 geslachten, 19 soorten)
      - Familie Caleremaeidae Grandjean, 1965 (2 geslachten, 7 soorten)
      - Familie Ctenobelbidae Grandjean, 1965 (1 geslacht, 23 soorten)
      - Familie Damaeolidae Grandjean, 1965 (5 geslachten, 15 soorten)
      - Familie Eremobelbidae Balogh, 1961 (4 geslachten, 51 soorten)
      - Familie Eremulidae Grandjean, 1965 (4 geslachten, 53 soorten)
      - Familie Heterobelbidae Balogh, 1961 (2 geslachten, 16 soorten)
      - Familie Hungarobelbidae Miko & Travé, 1996 (1 geslacht, 3 soorten)
      - Familie Oxyameridae Aoki, 1965 (1 geslacht, 8 soorten)
      - Familie Rhynchoribatidae Balogh, 1961 (2 geslachten, 29 soorten)
      - Familie Spinozetidae Balogh, 1972 (2 geslachten, 3 soorten)
      - Familie Staurobatidae Grandjean, 1966 (1 geslacht, 1 soort)

    - Superfamilie Zetorchestoidea Michael, 1898
      - Familie Arceremaeidae Balogh, 1972 (2 geslachten, 11 soorten)
      - Familie Eremaeidae Oudemans, 1900 (8 geslachten, 93 soorten)
      - Familie Megeremaeidae Woolley & Higgins, 1968 (1 geslacht, 8 soorten)
      - Familie Niphocepheidae Travé, 1959 (1 geslacht 4 soorten)
      - Familie Zetorchestidae Michael, 1898 (6 geslachten, 25 soorten)
      - Familie Archaeorchestidae Arillo & Subías, 2000 (1 geslacht, 1 soort)

    - Superfamilie Gustavioidea Oudemans, 1900
      - Familie Astegistidae Balogh, 1961 (8 geslachten, 48 soorten)
      - Familie Gustaviidae Oudemans, 1900 (1 geslacht, 17 soorten)
      - Familie Kodiakellidae Hammer, 1967 (1 geslacht, 2 soorten)
      - Familie Liacaridae Sellnick, 1928 (13 geslachten, 219 soorten)
      - Familie Multoribulidae Balogh, 1972 (2 geslachten, 3 soorten)
      - Familie Peloppiidae Balogh, 1943 (19 geslachten, 81 soorten)
      - Familie Tenuialidae Jacot, 1929 (7 geslachten, 13 soorten)

    - Superfamilie Carabodoidea C.L.Koch, 1837
      - Familie Carabocepheidae Mahunka, 1986 (1 geslacht, 2 soorten)
      - Familie Carabodidae C.L.Koch, 1837 (48 geslachten, 345 soorten)
      - Familie Dampfiellidae Balogh, 1961 (2 geslachten, 58 soorten)
      - Familie Nippobodidae Aoki, 1959 (2 geslachten, 17 soorten)
      - Familie Otocepheidae Balogh, 1961 (43 geslachten 408 soorten)
      - Familie Tokunocepheidae Aoki, 1966 (1 geslacht, 1 soort)

    - Superfamilie Oppioidea Grandjean, 1951
      - Familie Autognetidae Grandjean, 1960 (9 geslachten, 30 soorten)
      - Familie Chaviniidae Balogh, 1983 (1 geslacht, 2 soorten)
      - Familie Enantioppiidae Balogh, 1983 (1 geslacht, 1 soort)
      - Familie Epimerellidae Ayyildiz & Luxton, 1989 (2 geslachten, 7 soorten)
      - Familie Granuloppiidae Balogh, 1983 (4 geslachten, 20 soorten)
      - Familie Hexoppiidae Balogh, 1983 (1 geslacht, 1 soort)
      - Familie Luxtoniidae Mahunka, 2001 (1 geslacht, 1 soort)
      - Familie Machadobelbidae Balogh, 1958 (1 geslacht, 14 soorten)
      - Familie Machuellidae Balogh, 1983 (2 geslachten, 13 soorten)
      - Familie Oppiidae Grandjean, 1951 (140 geslachten, 1045 soorten)
      - Familie Papillonotidae Balogh, 1983 (1 geslacht, 4 soorten)
      - Familie Platyameridae Balogh & Balogh, 1983 (1 geslacht, 1 soort)
      - Familie Quadroppiidae Balogh, 1983 (5 geslachten, 43 soorten)
      - Familie Sternoppiidae Balogh & Mahunka, 1969 (1 geslacht, 11 soorten)
      - Familie Teratoppiidae Balogh, 1983 (5 geslachten, 19 soorten)
      - Familie Thyrisomidae Grandjean, 1953 (8 geslachten, 49 soorten)
      - Familie Tuparezetidae Balogh, 1972 (1 geslacht, 2 soorten)

    - Superfamilie Trizetoidea Ewing, 1917
      - Familie Nosybelbidae Mahunka, 1994 (1 geslacht, 1 soort)
      - Familie Suctobelbidae Jacot, 1938 (31 geslachten, 343 soorten)
      - Familie Trizetidae Ewing, 1917 (1 geslacht, 1 soort)

    - Superfamilie Tectocepheoidea Grandjean, 1954
      - Familie Tectocepheidae Grandjean, 1954 (4 geslachten, 33 soorten)

    - Superfamilie Limnozetoidea Thor, 1937
      - Familie Hydrozetidae Grandjean, 1954 (1 geslacht, 33 soorten)
      - Familie Limnozetidae Thor, 1937 (2 geslachten, 16 soorten)

    - Superfamilie Ameronothroidea Willmann, 1931
      - Familie Ameronothridae Willmann, 1931 (9 geslachten, 42 soorten)
      - Familie Fortuyniidae van der Hammen, 1960 (3 geslachten, 14 soorten)
      - Familie Selenoribatidae Strenzke, 1962 (6 geslachten, 14 soorten)
      - Familie Tegeocranellidae Balogh P., 1987 (1 geslacht, 17 soorten)

    - Superfamilie Cymbaeremaeoidea Sellnick, 1928
      - Familie Cymbaeremaeidae Sellnick, 1928 (9 geslachten, 125 soorten)

    - Superfamilie Eremaeozetoidea Piffl, 1972
      - Familie Eremaeozetidae Piffl, 1972 (2 geslachten, 37 soorten)
      - Familie Idiozetidae Aoki, 1976 (1 geslacht, 3 soorten)

    - Superfamilie Licneremaeoidea Grandjean, 1931
      - Familie Adhaesozetidae Hammer, 1973 (2 geslachten, 4 soorten)
      - Familie Charassobatidae Grandjean, 1958 (1 geslacht, 7 soorten)
      - Familie Dendroeremaeidae Behan-Pelletier, Eamer & Clayton, 2005 (1 geslacht, 2 soorten)
      - Familie Eremellidae Balogh, 1961 (3 geslachten, 11 soorten)
      - Familie Lamellareidae Balogh, 1972 (3 geslachten, 8 soorten)
      - Familie Licneremaeidae Grandjean, 1931 (2 geslachten, 21 soorten)
      - Familie Micreremidae Grandjean, 1954 (6 geslachten, 20 soorten)
      - Familie Passalozetidae Grandjean, 1954 (2 geslachten, 52 soorten)
      - Familie Scutoverticidae Grandjean, 1954 (9 geslachten, 72 soorten)

    - Superfamilie Phenopelopoidea Petrunkevich, 1955
      - Familie Phenopelopidae Petrunkevich, 1955 (5 geslachten, 104 soorten)
      - Familie Unduloribatidae Kunst, 1971 (2 geslachten, 9 soorten)

    - Superfamilie Achipterioidea Thor, 1929
      - Familie Achipteriidae Thor, 1929 (15 geslachten, 117 soorten)
      - Familie Epactozetidae Grandjean, 1936 (2 geslachten, 5 soorten)
      - Familie Tegoribatidae Grandjean, 1954 (13 geslachten, 42 soorten)

    - Superfamilie Oribatelloidea Jacot, 1925
      - Familie Oribatellidae Jacot, 1925 (10 geslachten, 131 soorten)

    - Superfamilie Oripodoidea Jacot, 1925
      - Familie Caloppiidae Balogh, 1960 (9 geslachten, 33 soorten)
      - Familie Campbellobatidae Balogh & Balogh, 1984 (1 geslachten, 5 soorten)
      - Familie Drymobatidae Balogh & Balogh, 1984 (1 geslacht, 1 soort)
      - Familie Haplozetidae Grandjean, 1936 (57 geslachten, 368 soorten)
      - Familie Mochlozetidae Grandjean, 1960 (10 geslachten, 63 soorten)
      - Familie Nasobatidae Balogh, 1972 (1 geslacht, 3 soorten)
      - Familie Neotrichozetidae Balogh, 1965 (1 geslacht, 1 soort)
      - Familie Nesozetidae Balogh & Balogh, 1984 (2 geslachten, 2 soorten)
      - Familie Oribatulidae Thor, 1929 (47 geslachten, 301 soorten)
      - Familie Oripodidae Jacot, 1925 (25 geslachten, 109 soorten)
      - Familie Parakalummidae Grandjean, 1936 (6 geslachten, 47 soorten)
      - Familie Scheloribatidae Grandjean, 1933 (49 geslachten, 488 soorten)
      - Familie Sellnickiidae Balogh & Balogh, 1984 (1 geslacht, 2 soorten)
      - Familie Stelechobatidae Grandjean, 1965 (1 geslacht, 2 soorten)
      - Familie Symbioribatidae Aoki, 1966 (2 geslachten, 3 soorten)
      - Familie Tubulozetidae Balogh P., 1989 (1 geslacht, 1 soort)
      - Familie Zetomotrichidae Grandjean, 1954 (14 geslachten, 35 soorten)

    - Superfamilie Ceratozetoidea Jacot, 1925
      - Familie Ceratokalummidae Balogh, 1970 (9 geslachten, 16 soorten)
      - Familie Ceratozetidae Jacot, 1925 (51 geslachten, 319 soorten)
      - Familie Chamobatidae Grandjean, 1954 (3 geslachten, 49 soorten)
      - Familie Euzetidae Grandjean, 1954 (1 geslacht, 2 soorten)
      - Familie Humerobatidae Grandjean, 1971 (1 geslacht, 11 soorten)
      - Familie Maudheimiidae Balogh & Balogh, 1984 (1 geslacht, 4 soorten)
      - Familie Mycobatidae Grandjean, 1954 (20 geslachten, 136 soorten)
      - Familie Onychobatidae Luxton, 1985 (1 geslacht, 1 soorten)
      - Familie Ramsayellidae Luxton, 1985 (1 geslacht, 5 soorten)
      - Familie Zetomimidae Shaldybina, 1966 (3 geslachten, 20 soorten)

    - Superfamilie Galumnoidea Jacot, 1925
      - Familie Galumnellidae Piffl, 1970 (7 geslachten, 35 soorten)
      - Familie Galumnidae Jacot, 1925 (50 geslachten, 461 soorten)

    - Niet bij een superfamilie ingedeeld:
      - Familie Aribatidae Aoki, Takaku & Ito, 1994 (1 geslacht, 1 soort)

  - Hyporde Astigmata Canestrini, 1891 (=Astigmatina Krantz & Walter, 2009)
    - Superfamilie Schizoglyphoidea Mahunka, 1978
      - Familie Schizoglyphidae Mahunka, 1978 (1 geslacht, 1 soort)

    - Superfamilie Histiostomatoidea Berlese, 1897
      - Familie Guanolichidae Fain, 1968 (3 geslachten, 4 soorten)
      - Familie Histiostomatidae Berlese, 1897 (59 geslachten, 567 soorten)

    - Superfamilie Canestrinioidea Berlese, 1884
      - Familie Canestriniidae Berlese, 1884 (93 geslachten, 338 soorten)

    - Superfamilie Hemisarcoptoidea Oudemans, 1904
      - Familie Hyadesiidae Halbert, 1915 (2 geslachten, 47 soorten)
      - Familie Carpoglyphidae Oudemans, 1923 (2 geslachten, 6 soorten)
      - Familie Algophagidae Fain, 1975 (7 geslachten, 19 soorten)
      - Familie Meliponocoptidae Fain & Rosa, 1983 (2 geslachten, 4 soorten)
      - Familie Hemisarcoptidae Oudemans, 1904 (11 geslachten, 33 soorten)
      - Familie Winterschmidtiidae Oudemans, 1923 (24 geslachten, 143 soorten)
      - Familie Chaetodactylidae Zachvatkin, 1941 (5 geslachten, 111 soorten)

    - Superfamilie Glycyphagoidea Berlese, 1897
      - Familie Euglycyphagidae Fain & Philips, 1977 (2 geslachten, 4 soorten)
      - Familie Pedetopodidae Fain, 1969 (1 geslacht, 1 soort)
      - Familie Chortoglyphidae Berlese, 1897 (3 geslachten, 13 soorten)
      - Familie Echimyopodidae Fain, 1967 (5 geslachten, 27 soorten)
      - Familie Aeroglyphidae Zachvatkin, 1941 (4 geslachten, 19 soorten)
      - Familie Rosensteiniidae Cooreman, 1954 (19 geslachten, 53 soorten)
      - Familie Glycyphagidae Berlese, 1897 (42 geslachten, 204 soorten)

    - Superfamilie Acaroidea Latreille, 1802
      - Familie Lardoglyphidae Oudemans, 1927 (2 geslachten, 8 soorten)
      - Familie Suidasiidae Hughes, 1948 (7 geslachten, 18 soorten; inclusief Sapracaridae Fain)
      - Familie Gaudiellidae Atyeo, Baker & Delfinado, 1974 (5 geslachten, 7 soorten)
      - Familie Glycacaridae Griffiths, 1977 (1 geslacht, 1 soort)
      - Familie Scatoglyphidae Zachvatkin & Volgin, 1956 (1 geslacht, 1 soort)
      - Familie Acaridae Latreille, 1802 (88 geslachten, 541 soorten)

    - Superfamilie Hypoderatoidea Murray, 1877
      - Familie Hypoderatidae Murray, 1877 (19 geslachten, 73 soorten)

    - Superfamilie Sarcoptoidea Murray, 1877
      - Familie Psoroptidae Canestrini, 1892 (34 geslachten, 63 soorten)
      - Familie Lobalgidae Fain, 1965 (2 geslachten, 7 soorten)
      - Familie Sarcoptidae Murray, 1877 (15 geslachten, 117 soorten)
      - Familie Rhyncoptidae Lawrence, 1956 (5 geslachten, 12 soorten)
      - Familie Chirorhynchobiidae Fain, 1967 (1 geslacht, 3 soorten)
      - Familie Atopomelidae Gunther, 1942 (46 geslachten, 420 soorten)
      - Familie Chirodiscidae Trouessart, 1892 (27 geslachten, 230 soorten)
      - Familie Myocoptidae Gunther, 1942 (6 geslachten, 63 soorten)
      - Familie Listrophoridae Mégnin & Trouessart, 1884 (20 geslachten, 169 soorten)
      - Familie Gastronyssidae Fain, 1956 (9 geslachten, 42 soorten)
      - Familie Pneumocoptidae Baker, Camin, Cunliffe, Woolley & Yunker, 1958 (1 geslacht, 5 soorten)
      - Familie Lemurnyssidae Fain, 1957 (2 geslachten, 4 soorten)

    - Superfamilie Pterolichoidea Trouessart & Mégnin, 1884
      - Familie Ascouracaridae Gaud & Atyeo, 1976 (7 geslachten, 21 soorten)
      - Familie Cheylabididae Gaud, 1983 (3 geslachten, 5 soorten)
      - Familie Crypturoptidae Gaud, Atyeo & Berla, 1973 (9 geslachten, 18 soorten)
      - Familie Eustathiidae Oudemans, 1905 (18 geslachten, 65 soorten)
      - Familie Falculiferidae Oudemans, 1905 (14 geslachten, 45 soorten)
      - Familie Gabuciniidae Gaud & Atyeo, 1975 (16 geslachten, 72 soorten)
      - Familie Kiwilichidae Dabert, 1994 (1 geslacht, 2 soorten)
      - Familie Kramerellidae Gaud & Mouchet, 1961 (7 geslachten, 52 soorten)
      - Familie Ochrolichidae Gaud & Atyeo, 1978 (3 geslachten, 4 soorten)
      - Familie Oconnoriidae Gaud, Atyeo & Klompen, 1989 (1 geslacht, 1 soort)
      - Familie Pterolichidae Trouessart & Mégnin, 1884 (122 geslachten, 389 soorten)
      - Familie Ptiloxenidae Gaud, 1982 (3 geslachten, 21 soorten)
      - Familie Rectijanuidae Gaud, 1961 (1 geslacht, 7 soorten)
      - Familie Syringobiidae Trouessart, 1897 (17 geslachten, 75 soorten)
      - Familie Thoracosathesidae Gaud & Mouchet, 1959 (1 geslacht, 2 soorten)
      - Familie Caudiferidae Gaud & Atyeo, 1978 (3 geslachten, 4 soorten)
      - Familie Freyanidae Dubinin, 1953 (17 geslachten, 75 soorten)
      - Familie Vexillariidae Gaud & Mouchet, 1959 (12 geslachten, 36 soorten)

    - Superfamilie Analgoidea Trouessart & Mégnin, 1884
      - Familie Alloptidae Gaud, 1957 (29 geslachten, 174 soorten)
      - Familie Analgidae Trouessart & Mégnin, 1884 (35 geslachten, 184 soorten)
      - Familie Apionacaridae Gaud & Atyeo, 1977 (4 geslachten, 7 soorten)
      - Familie Avenzoariidae Oudemans, 1905 (18 geslachten, 143 soorten)
      - Familie Cytoditidae Oudemans, 1908 (2 geslachten, 12 soorten)
      - Familie Dermationidae Fain, 1965 (10 geslachten, 47 soorten)
      - Familie Dermoglyphidae Mégnin & Trouessart, 1884 (5 geslachten, 20 soorten)
      - Familie Epidermoptidae Trouessart, 1892 (18 geslachten, 61 soorten) (inclusief Knemidokoptidae)
      - Familie Gaudoglyphidae Bruce & Johnston, 1976 (1 geslacht, 1 soort)
      - Familie Laminosioptidae Vitzthum, 1931 (8 geslachten, 26 soorten)
      - Familie Proctophyllodidae Trouessart & Mégnin, 1884 (46 geslachten, 463 soorten)
      - Familie Psoroptoididae Gaud, 1958 (13 geslachten, 64 soorten)
      - Familie Pteronyssidae Oudemans, 1941 (24 geslachten, 242 soorten)
      - Familie Ptyssalgidae Atyeo & Gaud, 1979 (1 geslacht, 1 soort)
      - Familie Pyroglyphidae Cunliffe, 1958 (19 geslachten, 56 soorten)
      - Familie Thysanocercidae Atyeo & Peterson, 1972 (1 geslacht, 10 soorten)
      - Familie Trouessartiidae Gaud, 1957 (11 geslachten, 167 soorten)
      - Familie Turbinoptidae Fain, 1957 (9 geslachten, 38 soorten)
      - Familie Xolalgidae Dubinin, 1953 (27 geslachten, 111 soorten)

    - Niet bij een superfamilie ingedeeld:
      - Familie Heterocoptidae Fain, 1967 (13 geslachten, 47 soorten)
      - Familie Lemanniellidae Wurst, 2001 (1 geslacht, 2 soorten)
      - Familie Chetochelacaridae Fain, 1987 (2 geslachten, 2 soorten)